# Tosh Townend
Tosh Townend (Huntington Beach, 12 maart 1985) is een Amerikaanse skateboarder. Op 17-jarige leeftijd werd hij gesponsord door Element Skateboards, waar hij tegenwoordig zijn eigen signature-boards heeft.

## Geschiedenis
Townends vader is Peter Townend, wereldkampioen surfen in 1976. Op zevenjarige leeftijd begon hij met surfen in de National Scholastic Surfing Association (NSSA). Op zijn elfde raakte hij meer geïnteresseerd in skateboarden. Toen hij zestien jaar was, stopte hij met zijn school, omdat hij met zijn sporten goed verdiende.